# セオドール・レーシング
セオドール・レーシング（中国語: 徳利賽車隊・香港、英語: Theodore Racing）は、1977年から1978年の第1期と、1981年から1983年の第2期までF1に、その後はF3やCARTなどに参戦しているレーシングチーム。F1時代の本拠地はイギリス領香港とイギリスに、現在は中華人民共和国のマカオに本拠地を置く。

## 概要

### チーム設立

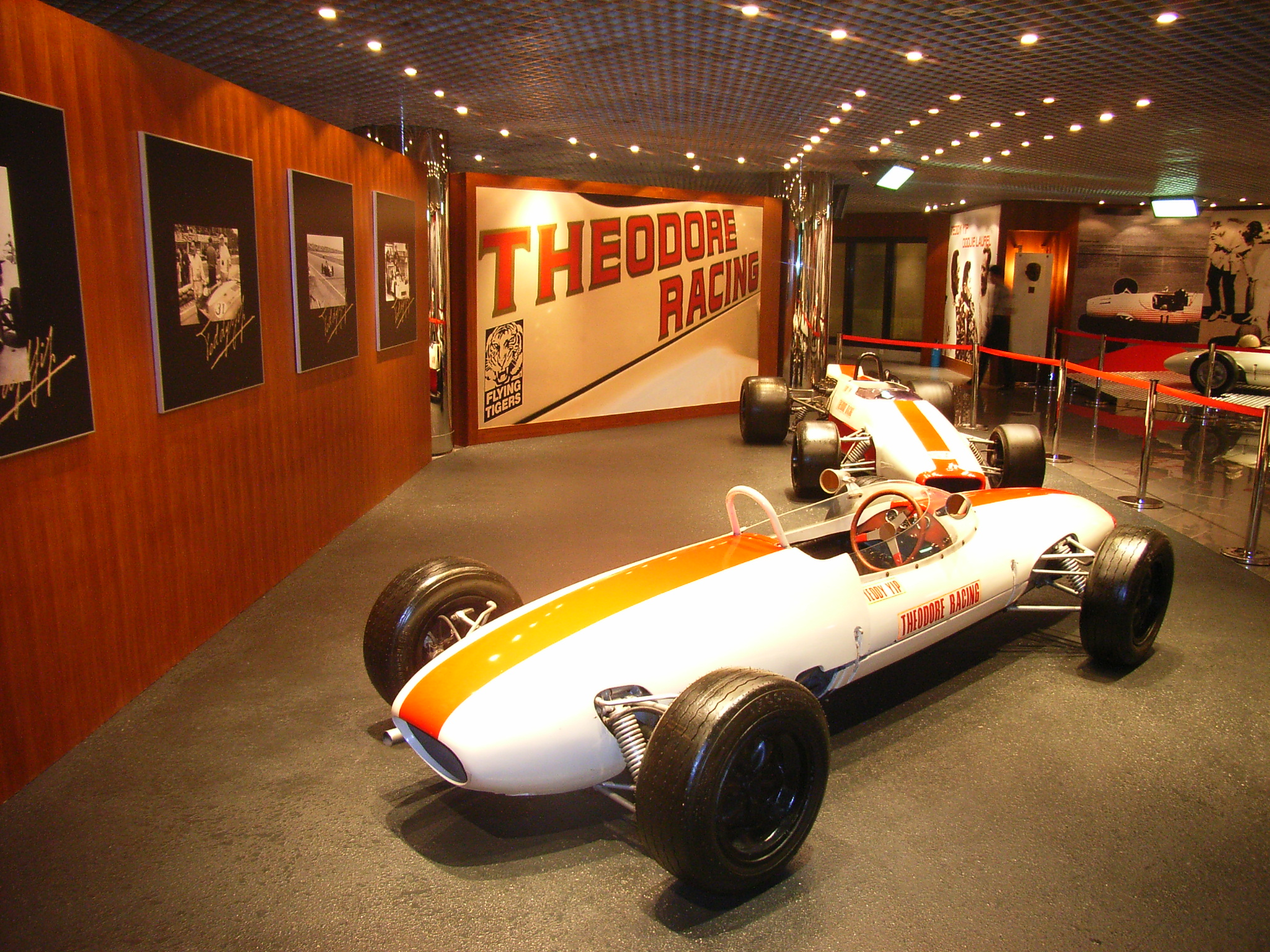
徳利賽車隊のフォーミュラマシン

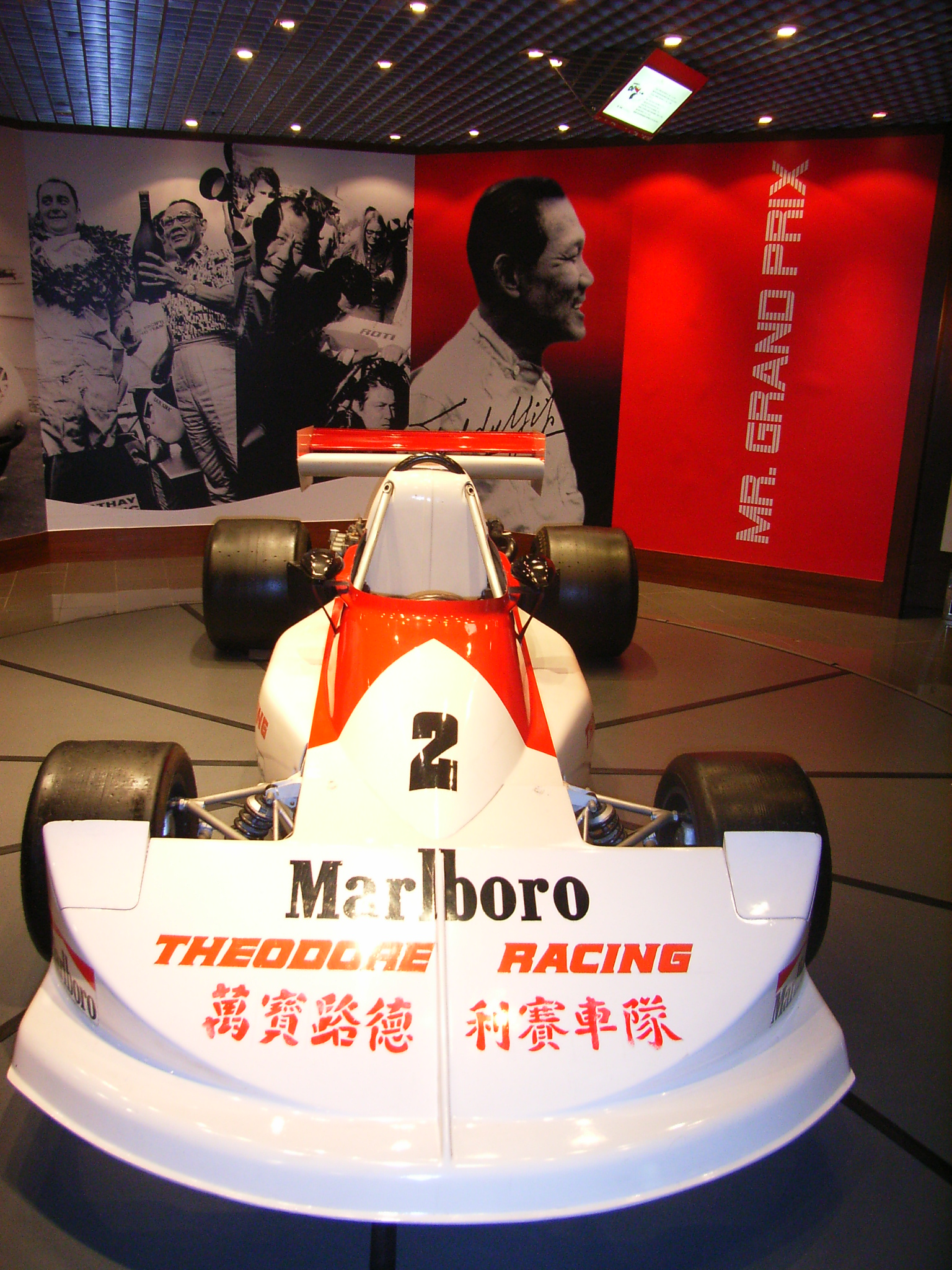
徳利賽車隊のF3マシン（アイルトン・セナ車）

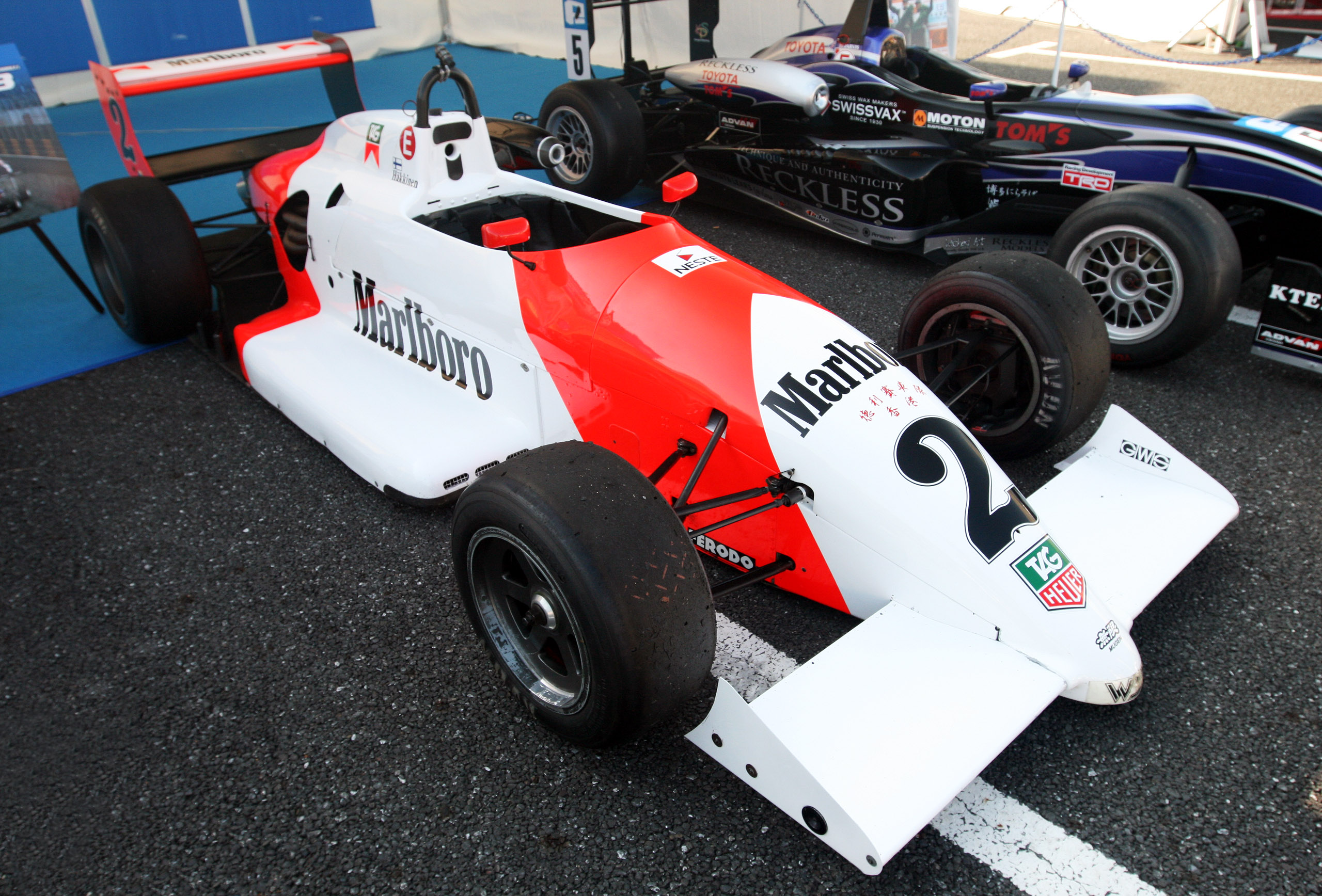
徳利賽車隊のF3マシン。ラルトRT34（ミカ・ハッキネン車のレプリカ）

創設者のテディ・イップ（本名:セオドール・イップ/葉德利）は1907年、オランダ領東インド（現在のインドネシア）生まれの華僑。レジスターの販売権を持ち、アジア全域でビジネスを展開し成功を収めイギリスの植民地の香港に移る。
1950年代から自らステアリングを握り、レーシングドライバーとしてマカオグランプリなどに参戦した。その後自らが参戦するだけでなくマカオグランプリの主要運営メンバーとなったほか、同グランプリに「セオドール」の名を冠したレーシングチームのオーナーとしても参戦することになった。
その後もマカオグランプリなどに参戦し、1970年代中盤はアメリカのF5000シリーズ等にも参戦し、この頃に後のシャドウF1のチームオーナーとなるドン・ニコルズ等と知己を得る。

### F1参入
その後イップは、1974年にF1のエンサイン・チームに「セオドールレーシング」の名でスポンサーとして参入。さらに1977年には同チームからマシンを購入し「セオドールレーシング」として初めてF1にエントリー（パトリック・タンベイ）。
同年の富士スピードウェイで開催された1977年F1日本グランプリにも出場（決勝:リタイヤ）。後にシャドウを買収、その後エンサインも買収しオーナーとして1983年までF1に参戦した。

### その他
F1活動停止後もマカオを拠点に、地元のマカオグランプリや、日本で行われた国際格式レースであるインターF3リーグやインターTECなど、F3やツーリングカーレースに1990年代まで同名での参戦を継続し、マカオグランプリの強豪（名物）チームとしてアジアを中心にモータースポーツ界にその名を轟かせた。
マカオグランプリにおいては、1980年代以降にアイルトン・セナやミカ・ハッキネンなど、その後F1でワールドチャンピオンとなる多くのドライバーがセオドールからエントリーしたため、F1撤退後もヨーロッパやアメリカにおいてもその知名度は高かった。
なお、2013年よりテディ・イップJr、元セオドールレーシングのドライバーだったデビット・ケネディを中心としたSTATUS GPとイタリアのF3チーム プレマパワーチームをテクニカルパートナー、マカオの「第60回マカオグランプリ」に復活。このレースでアレックス・リンが電撃的な優勝を飾っている。
チームとしては1992年までを第一期、2013年からを第二期と定めており、2015年には日本のスーパーフォーミュラへの参戦と、その後のF1参戦への復帰を検討していると発表された。

### 東南アジア最初のF1チームオーナー
なおイップは、マカオの中心部に建てられた「マカオグランプリ博物館」に大きな展示コーナーを供されるなど、マカオグランプリを世界的に著名なものとした立役者として、そして日本以外のアジア諸国で最初のF1チームのオーナーとして歴史にその名を留めることとなった。

## F1における歴史

### 第1期

#### 1977年
参戦初年度は1977年のエンサインを使用。ドライバーはパトリック・タンベイを起用。参戦二年目の1978年のドライバーは、後にワールドチャンピオンとなるフィンランド人ドライバーのケケ・ロズベルグとアメリカ人のエディ・チーバーを揃えた。早くも同年にイギリスで行われたノンタイトルF1レース デイリー・エクスプレス・トロフィーでロズベルグが優勝するなど幸先のいいスタートを飾る。
しかし、このレース以外ではまともな成績を上げられず、途中からウルフの1977年型シャーシである「WR1(実際にはWR3)」、ウイングカーのWR5を購入して参戦を継続した。途中からこの車輌を使用したままイギリス国内F1選手権のオーロラF1選手権へ活動の場を移した(他にニュージーランドのF5000等に混走で参加)。

#### 1978年

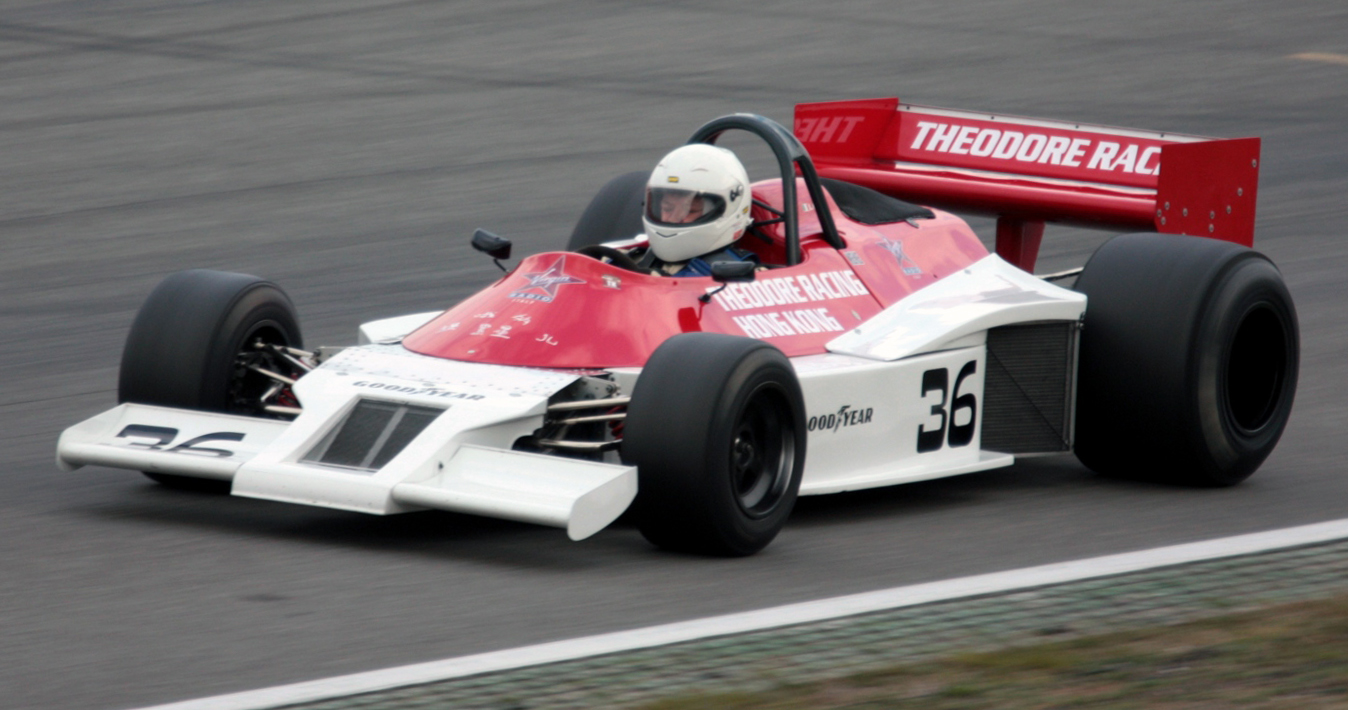
セオドール・TR1

- マシン：セオドールTR1・コスワース、ウルフWR3/ウルフWR5コスワース
- ドライバー

F1世界選手権    ：ケケ・ロズベルグ/エディー・チーバー、オーロラF1選手権:デビット・ケネディー

### スポンサーシップ期

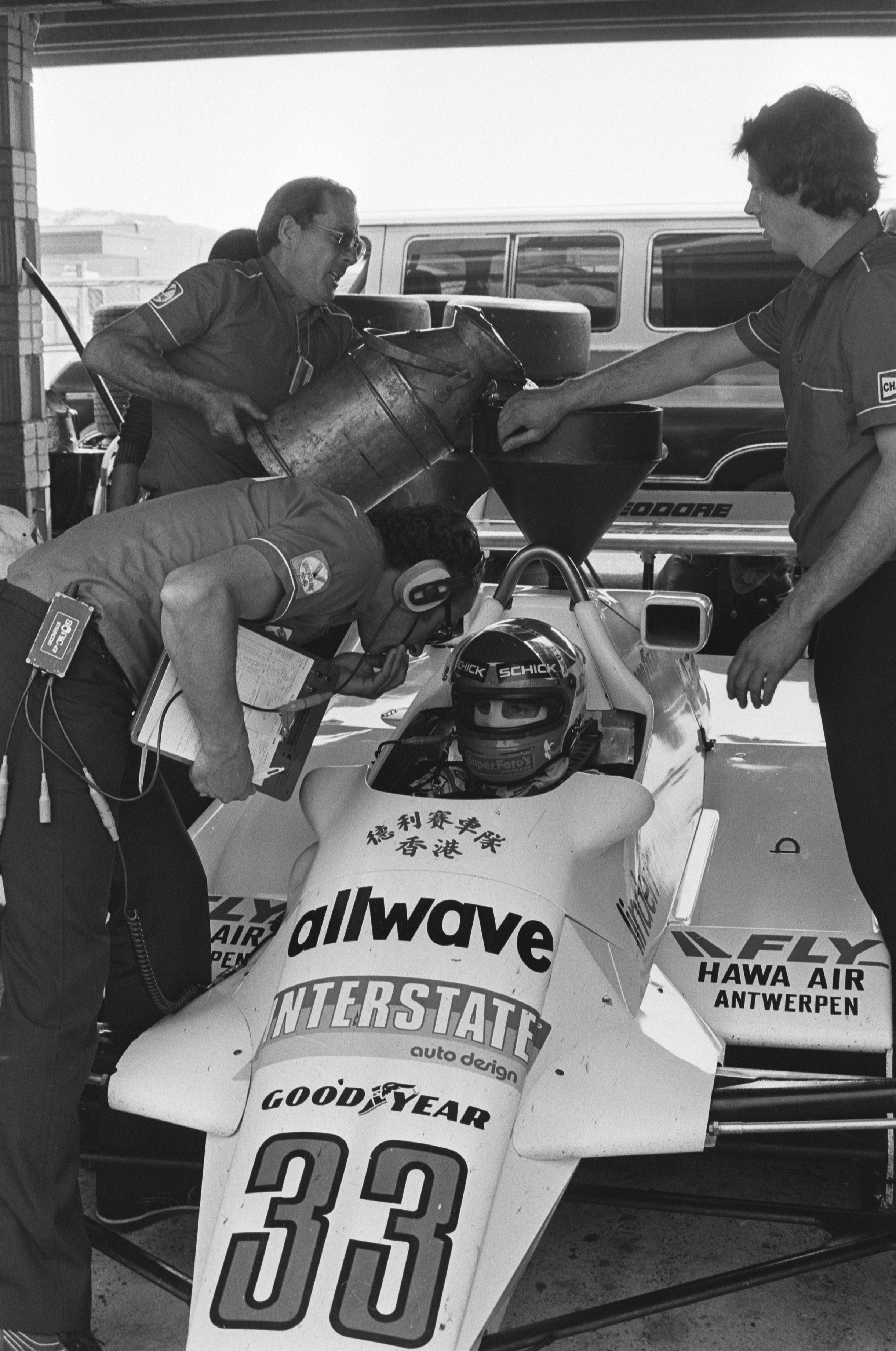
セオドール・TY02

1979年以降、スポンサーシップの予算を拡大し徐々にエンサインへのオーナーシップを強めながらも、アメリカ時代の付き合い等からシャドウ・レーシングを買収する。しかしエンサインとのスポンサーシップも継続し、エンサインとシャドウの両車にセオドールのロゴが貼られる時期が重複する。
なお、エンサインの流れを汲むマシンはMNまたはNのコード記号が付くが、その影響力が無くなってからはテディ・イップの頭文字を取ってTYと言う記号を与えられる。また1980年以降の財政難に喘いでいたエンサインを買収。設備やマシン等を徐々に統一化し、1981年から第2期の参戦開始。

### 第2期

#### 1981年
- マシン：セオドールTY01・コスワース
- ドライバー：マルク・スレール/パトリック・タンベイ

#### 1982年
- マシン：セオドールTY02・コスワース
- ドライバー：ジェフ・リース/デレック・デイリー/ヤン・ラマース/トミー・バーン

#### 1983年
- マシン：セオドールN183・コスワース
- ドライバー：ロベルト・ゲレーロ/ジョニー・チェコット

最終的に1983年をもってF1への参戦を停止するがプライベートチームとしては上々の結果であった。

## 所属ドライバー

### F1
- 第一期（1977年 - 1978年）
  - パトリック・タンベイ
  - エディ・チーバー
  - ケケ・ロズベルグ

- セオドール・シャドウ時代（1980年）
  - デビット・ケネディ
  - ジェフ・リース

- 第二期（1981年 - 1983年）
  - パトリック・タンベイ
  - マルク・スレール
  - デレック・デイリー
  - ヤン・ラマース
  - ジェフ・リース
  - トミー・バーン
  - ロベルト・ゲレーロ
  - ジョニー・チェコット

### F3
- アイルトン・セナ
- ミカ・ハッキネン
- マーティン・ブランドル
- ステファン・ヨハンソン
- ロベルト・ゲレーロ